# Сорот
Сорот (рус. Сороть) река је на западу европског дела Руске Федерације. Протиче преко централних делова Псковске области, односно преко територија Новоржевског, Бежаничког и Пушкиногорског рејона. Десна је притока реке Великаје у коју се улива на 161. километру њеног тока узводно од ушћа, те део басена реке Нарве, односно Финског залива Балтичког мора.
Свој ток започиње као отока маленог Михалкинског језера, на крајњем истоку Новоржевског рејона, на надморској висини од 67 метара. Непосредно након изворишта тече у смеру истока, а након што досегне границу Новоржевског и Бежаничког рејона скреће ка северу. У средњем делу тока скреће ка западу и задржава тај смер све док не прими своју највећу притоку, реку Љсту (лева притока). У Великају се улива код села Селихново. Уз обе обале Сорота налази се пространа Соротска низија, алувијална равница која представља природну везу између Псковске низије на западу и Прииљмењске равнице на истоку. Сорот је типична равничарска река малог пада (укупан пад је свега 4,4 метра или у просеку тек 0,055 метара по километру тока), са бројним меандрима и мртвајама. Протиче кроз неколико језера међу којима су територијално највећа Белогули (3 km²) и Посаднивковско (3,8 km²). Поред Љсте значајније притоке су још и Уда и Ашевка (обе са десне стране).
Укупна дужина водотока је 80 km, док је површина сливног подручја 3.910 km². Просечан проток у зони ушћа је 28,9 m³/s. Под ледом је од друге половине новембра до почетка априла.
Река Сорот у средњем делу тока протиче кроз град Новоржев који је уједно и највеће насељено место које лежи на њеним обалама.